# Проблемы освоения пустынь
Проблемы освоения пустынь (англ. Problems of desert development; туркм. Çölleri özleşdirmegiň problemalary) — советский и международный научно-теоретический и практический журнал по проблемам пустынь и борьбы с опустыниванием. Издаётся в Ашхабаде с 1967 года в издательстве Ылым.

## История
Журнал «Проблемы освоения пустынь» был создан в 1967 году Научным советом по проблемам пустынь при Институте пустынь Академии наук Туркменской ССР. Выпускается научным издательством «Ылым».
Это единственное издание в Средней Азии и Казахстане, где освещаются научные проблемы связанные с процессами опустынивания и оценкой состояния компонентов окружающей среды в аридных условиях.
В журнале публикуются научно-теоретические и практические статьи по изучению пустынь, их почв, водных ресурсов, пастбищ и лесов, биологического и ландшафтного разнообразия. На его страницах учеными обсуждаются последствия орошения почв и обводнения пастбищ, процессы формирования линз пресных вод и их изменения, влияние в целом антропогенной деятельности на аридные территории..
Журнал выходил на русском языке 6 раз в год, с 2000-х годов — 4 раза в год.
В 1980—1999 годах журнал переводился на английский язык и выпускался Издательством «Аллертон-Пресс» (США).
В журнале были созданы разделы по исследованием последствий глобального экологического кризиса в регионе Арала: «Арал и его проблемы». Самые насущные научно-практические и методические разработки, рекомендации по рациональному использованию природных ресурсов аридных территорий отражены в рубрике «В помощь производству».
В разные годы на страницах журнала публиковались оригинальные научные и научно-практические материалы известных ученые — пустыноведов из многих стран мира. Финансовую поддержку изданию оказывали такие международные структуры, как ЮНЕП, ГТЦ, ПРООН и ФАО.
В 2017 году отмечался 50-летний юбилей журнала.
В 2022 году начали выходить сдвоенные номера: 

Это одно из немногих изданий в мире, освещающих важнейшие результаты научных исследований и опыт освоения аридных земель. Журнал выходит на русском и английском языках, по 4 номера в год. Объём издания — 8 печатных листов.

## Редакция
Журнал издавался Научным советом по проблемам пустынь при Институте пустынь Академии наук Туркменской ССР.
Редакция в 1990-х годах находилась по адресу: Ашхабад, улица Гоголя, дом 15.
В настоящее время журнал издаёт Национальный институт пустынь, растительного и животного мира (Министерство охраны природы Туркменистана) в Ашхабаде.